# 奇普里安·马里卡
奇普里安·安德烈·马里卡（Ciprian Andrei Marica，1985年10月2日—）是一名羅馬尼亞足球運動員，擔任前鋒，是羅馬尼亞國家足球隊的主力球員，現時效力西甲球會赫塔費。

## 外部連結
- 薩克達官網 馬利卡資料
- 羅馬尼亞足球網 馬利卡資料（页面存档备份，存于）
- fussballdaten.de 馬利卡數據 （页面存档备份，存于） （德文）